# Копп, Пегги
Пегги Копп Аренас (исп. Peggy Kopp Arenas; род. 3 апреля 1951, Каракас) — венесуэльская фотомодель, Мисс Венесуэла 1968 года, третья вице-мисс на конкурсе «Мисс Вселенная 1968».

## Мисс Венесуэла
Пегги Копп родилась 3 апреля 1951 года в Каракасе. В девятнадцать лет её выбрали представлять Федеральный округ на конкурсе красоты «Мисс Венесуэла». Финал конкурса состоялся 25 июня 1968 года. Пегги Копп, выступавшая под номером пятнадцать, стала победительницей. Корону «Мисс Венесуэлы» ей передала Мариэла Перес.
Через две недели Пегги уже представляла Венесуэлу на конкурсе «Мисс Вселенная», который проходил в Майами. 13 июля 1968 года были оглашены результаты. Пегги Копп заняла четвёртое место и стала третьей вице-мисс Вселенная-1968.

## Дальнейшая жизнь
Пегги Копп окончила университет и стала адвокатом. Её приглашали на телевидение, где в конце 80-х она вела несколько программ.
Вышла замуж, но потом развелась.